# تشوتشون (حومة بم)
تشوتشون (بالفارسية: چوچون) هي قرية تقع في إيران في منطقة مركزية ريفية. يقدر عدد سكانها بـ 55 نسمة بحسب إحصاء 2016.